# Pierre Pasquini
Pierre Pasquini (ur. 16 lutego 1921 w Satifie, zm. 2 marca 2006 w Nicei) – francuski polityk, prawnik i samorządowiec, parlamentarzysta i minister.

## Życiorys
W okresie II wojny światowej służył w oddziałach Wolnej Francji, dochodząc do stopnia porucznika. Kształcił się w paryskim Lycée Louis-le-Grand, następnie studiował literaturę i prawo na Université d'Alger. W 1945 podjął pracę w administracji do spraw terytoriów zamorskich, a rok później rozpoczął praktykę adwokacką w Nicei.
Zaangażował się w działalność polityczną w ramach gaullistowskiej UNR. W latach 1947–1965 był zastępcą mera Nicei. Od 1958 do 1967 po raz pierwszy posłował do Zgromadzenia Narodowego. Ponownie mandat deputowanego wykonywał w latach 1978–1981 i 1986–1995, reprezentując Zgromadzenie na rzecz Republiki. Od 1962 do 1965 i od 1978 do 1979 był wiceprzewodniczącym niższej izby francuskiego parlamentu. W okresie 1971–2001 zajmował stanowisko mera miejscowości L’Île-Rousse.
Był aktywnym działaczem kombatanckim. W maju 1995 premier Alain Juppé powierzył mu urząd ministra do spraw weteranów i ofiar wojen. W listopadzie tegoż roku w jego drugim rządzie stanowisko to obniżono do rangi ministra delegowanego przy premierze. Funkcję tę Pierre Pasquini pełnił do czerwca 1997.
Odznaczony m.in. Komandorią Legii Honorowej.